# Callambulyx
Callambulyx é um gênero de mariposa pertencente à família Bombycidae.

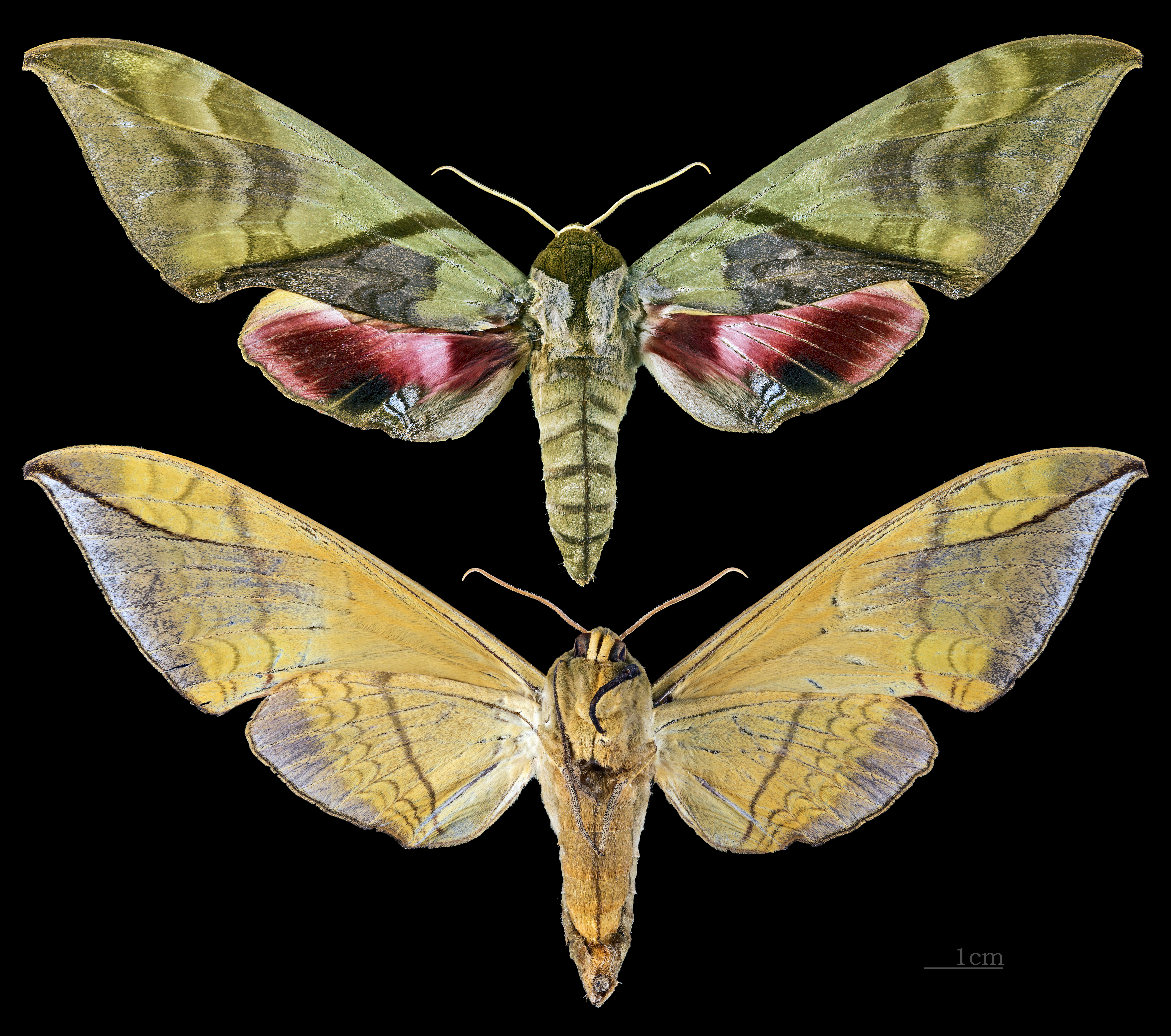
Callambulyx amanda
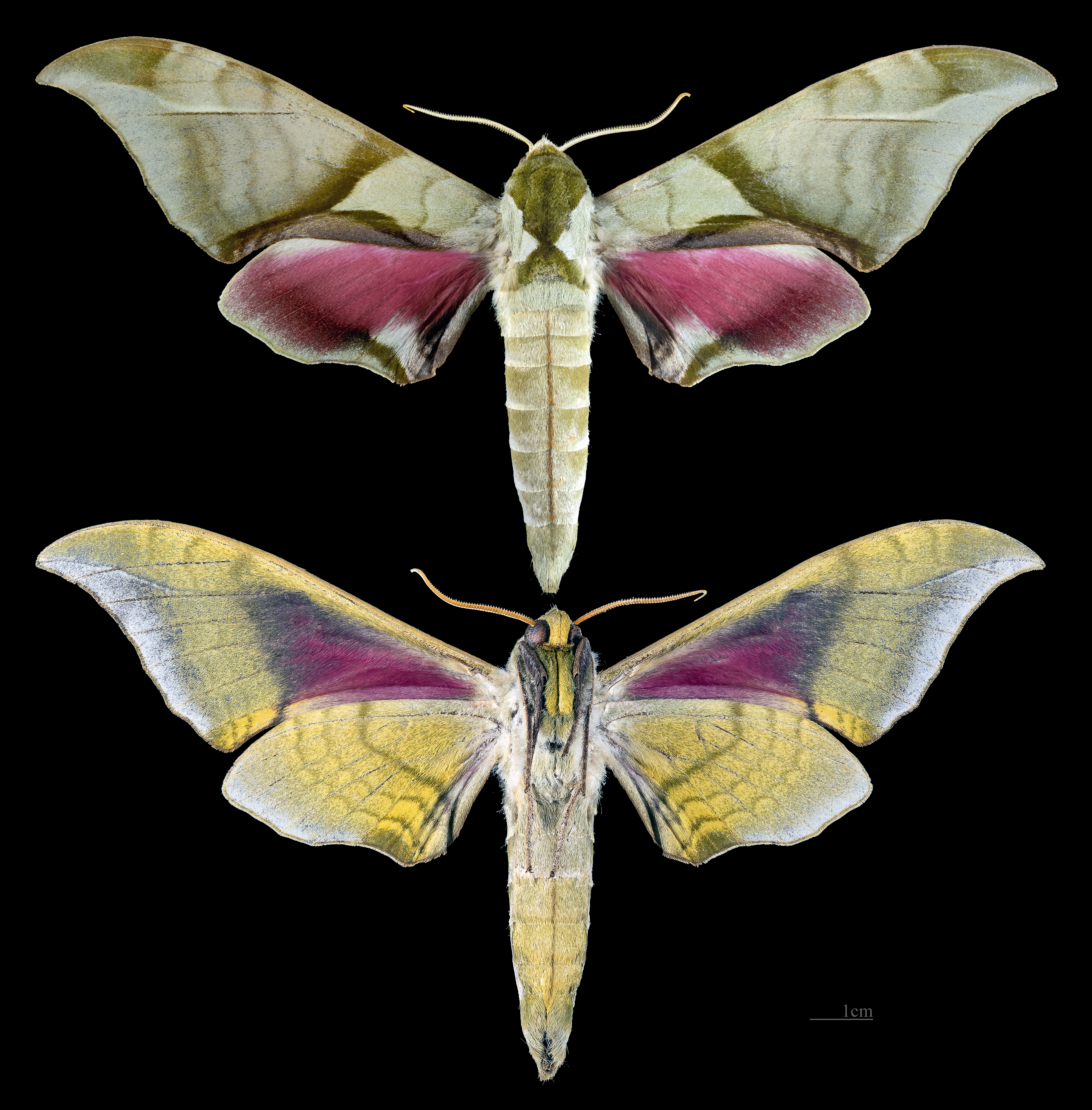
Callambulyx poecilus
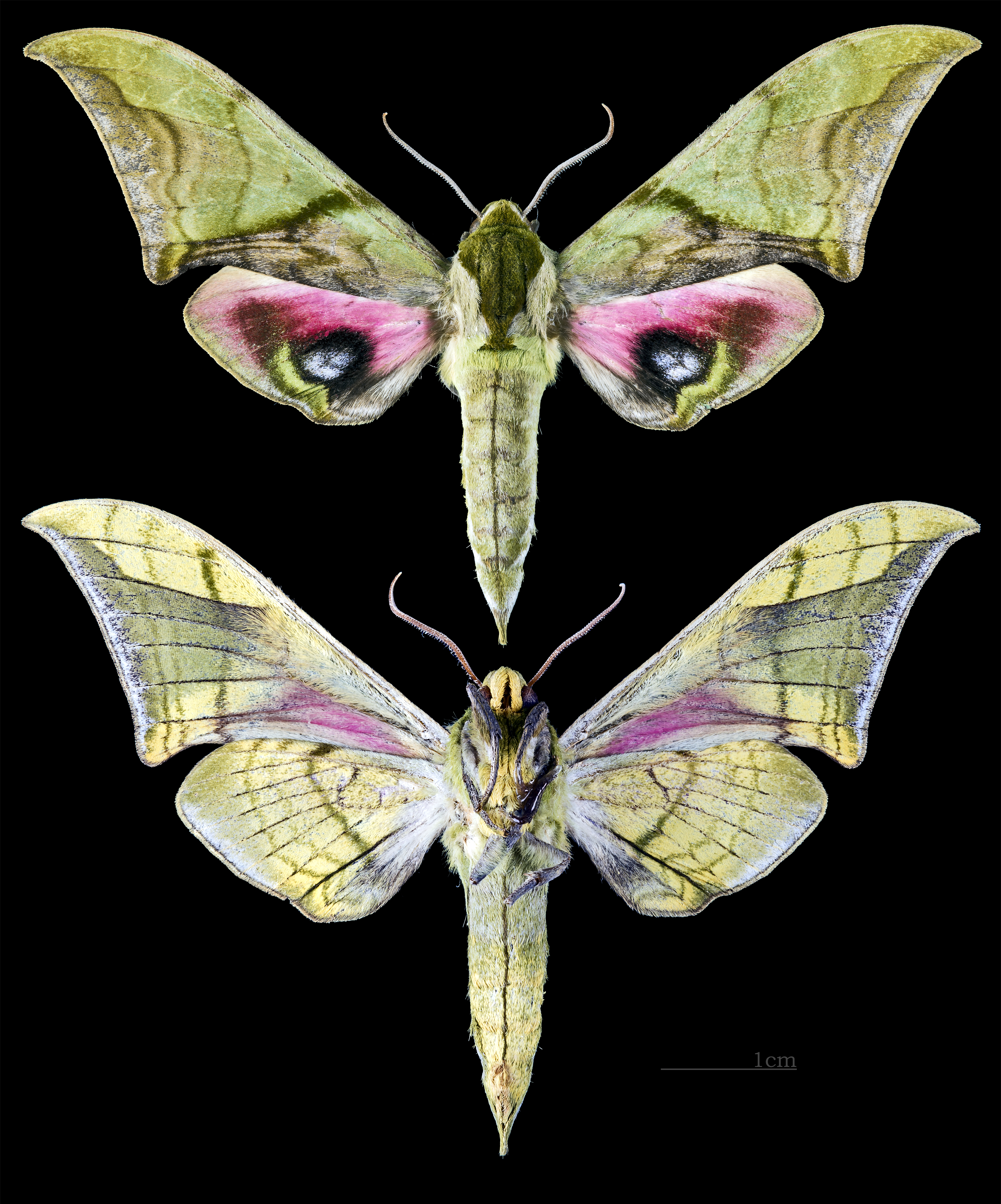
Callambulyx junonia
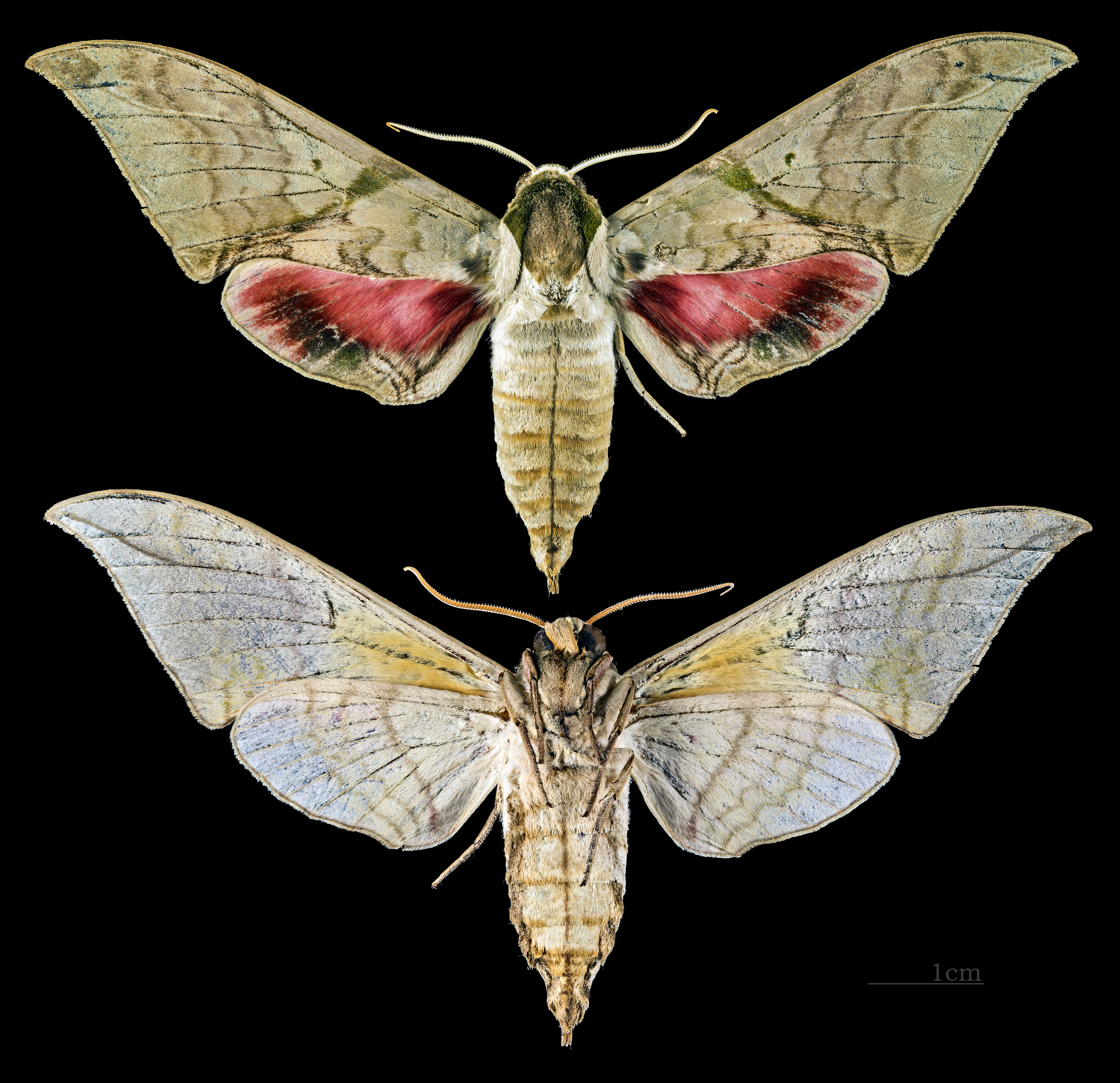
Callambulyx rubricosa piepersi
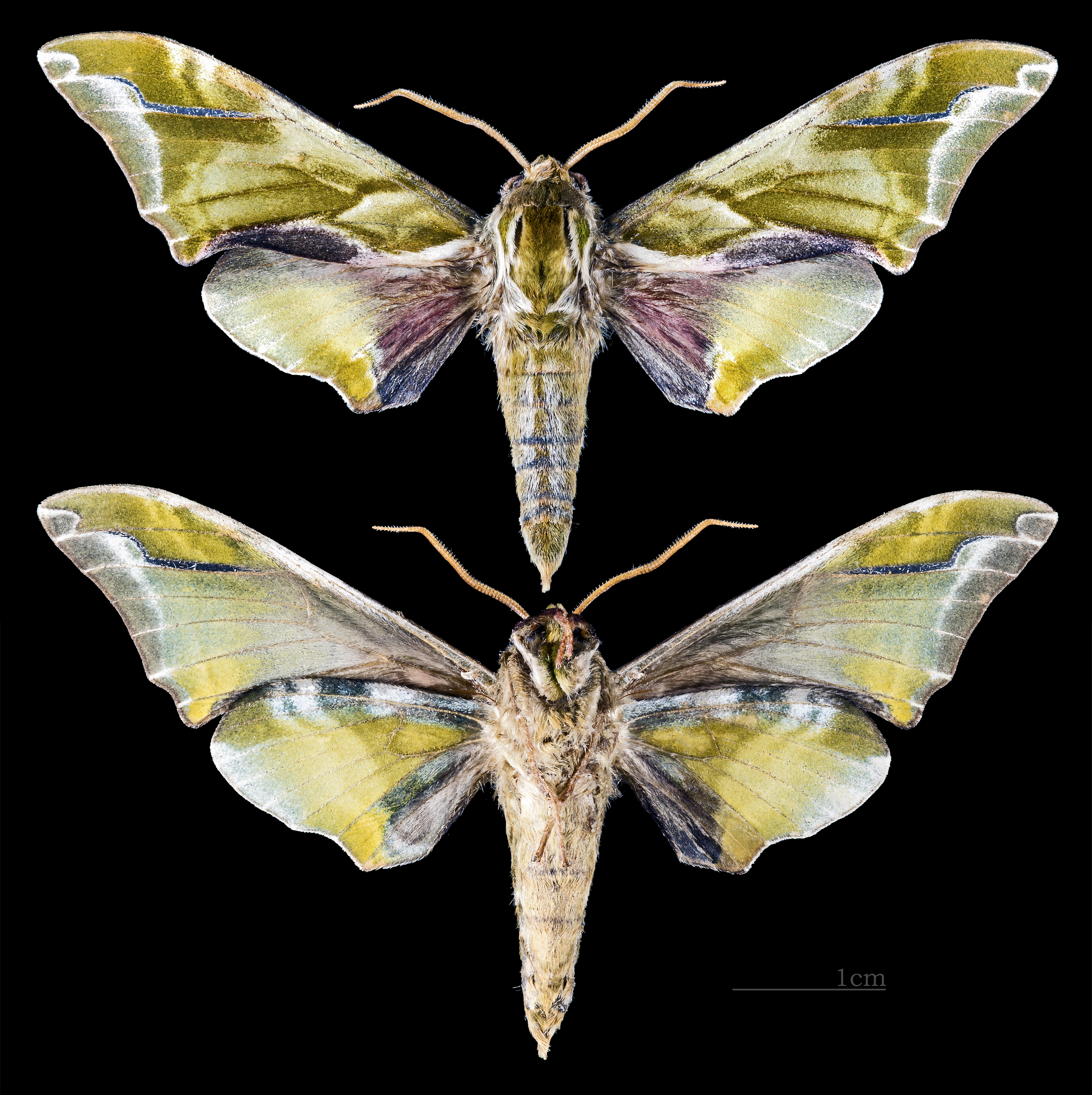
Callambulyx sinjaevi
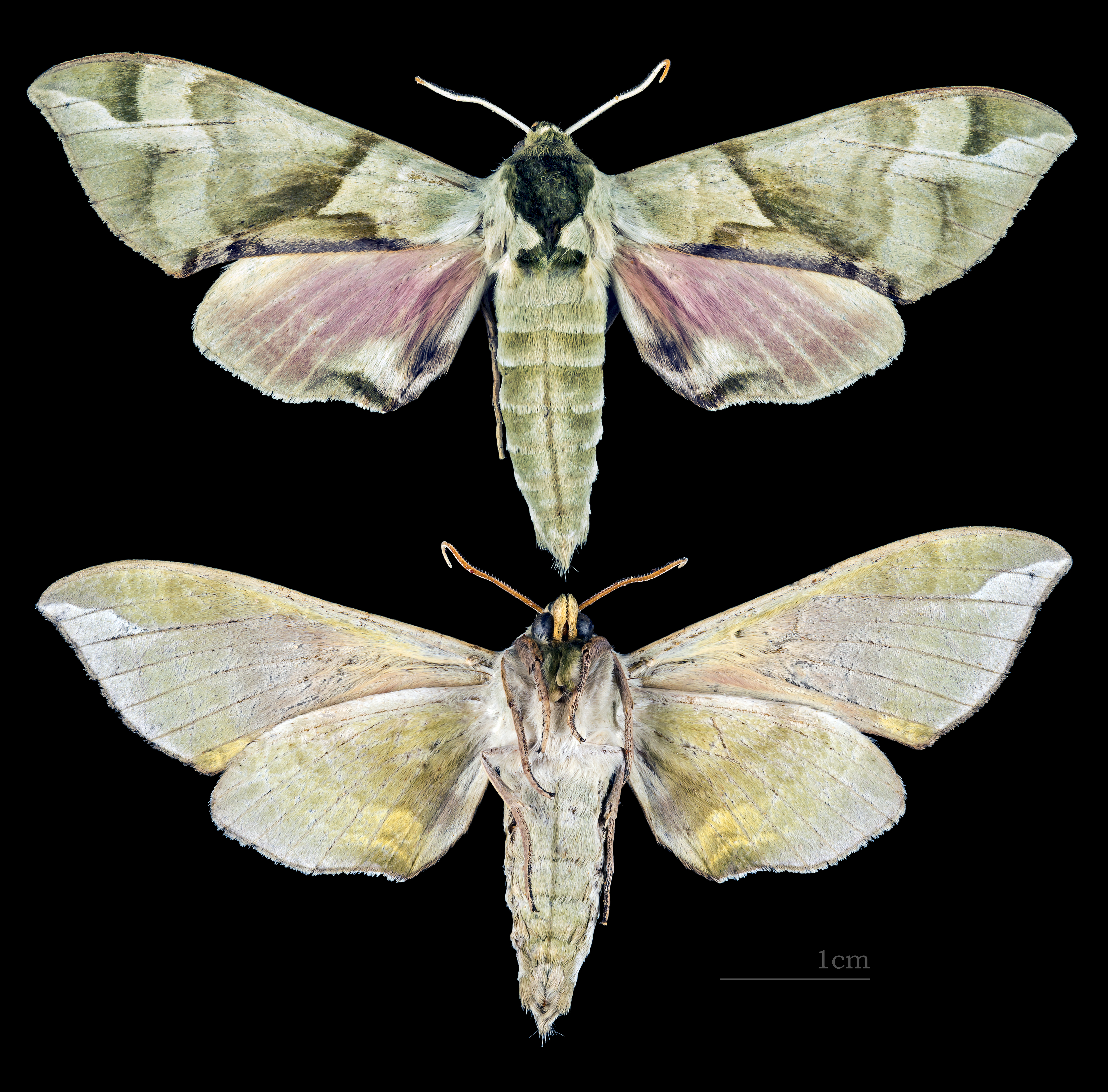
Callambulyx tatarinovii